# Olaf Kühne
Olaf Kühne (* 3. März 1973 in Bochum) ist ein deutscher Geograph und Professor an der Eberhard Karls Universität Tübingen am Lehrstuhl Stadt- und Regionalentwicklung.

## Leben und Wirken
Kühne studierte an der Universität des Saarlandes Geographie, Neuere Geschichte, Volkswirtschaftslehre und Geologie. Er schloss 1996 ab und wurde 1999 zum Dr. phil. in Geographie promoviert. Von 2003 bis 2006 promovierte er an der Fernuni Hagen in Soziologie. 2002 habilitierte er sich an der Johannes Gutenberg-Universität Mainz im Fach Geographie, wechselte dann 2006 zurück an die Universität des Saarlandes. Von 2013 bis 2016 war er Professor für Ländliche Räume und Regionalmanagement an der Hochschule Weihenstephan-Triesdorf. 2016 wurde Kühne auf eine W3-Professor für Stadt- und Regionalentwicklung an der Eberhard Karls Universität Tübingen berufen.
2002 bis 2003 arbeitet Kühne im „Referat Naturschutz“ in der saarländischen Landesregierung. 2003 bis 2006 war er Referent für EU-Programme (Programmplanung EAGFL, LEADER) und Entwicklung des ländlichen Raumes. Parallel dazu von 2004 bis 2006 leitete er die interministeriellen Arbeitsgruppe „Biosphärenreservat Bliesgau“, welche dieses neue Reservat aufbaute.
2007 wurde Kühne an die Universität des Saarlandes berufen und war dort Stiftungsprofessor für „Nachhaltige Entwicklung“ der Europäischen Akademie Otzenhausen.
Seit 2016 ist Olaf Kühne Vorsitzender der Deutschen Akademie für Landeskunde.
In seiner Forschung beschäftigt er sich stark mit soziologischen Aspekten der Landschaft. Er veröffentlichte mehrere Fach- und Lehrbücher, unter anderem im Springer VS (ehemals VS Verlag für Sozialwissenschaften) und für das saarländische Institut für Landeskunde.

## Werke (Auswahl)
- Zur Aktualität von Ralf Dahrendorf. Einführung in sein Werk. Springer VS, Wiesbaden 2017, ISBN 978-3-658-17925-0.
- Landschaftstheorie und Landschaftspraxis: eine Einführung aus sozialkonstruktivistischer Perspektive. Springer-Verlag, Wiesbaden 2013, ISBN 978-3-531-19262-8.
- Stadt – Landschaft – Hybridität. Ästhetische Bezüge im postmodernen Los Angeles mit seinen modernen Persistenzen. Springer-Verlag, Wiesbaden 2012, ISBN 978-3-531-18661-0.
- Heimat in Zeiten erhöhter Flexibilitätsanforderungen. Empirische Studien im Saarland. Zusammen mit Annette Spellerberg. VS-Verlag für Sozialwissenschaften, Wiesbaden 2010, ISBN 978-3-531-17305-4.
- Distinktion, Macht, Landschaft. Zur sozialen Definition von Landschaft. VS-Verlag für Sozialwissenschaften, Wiesbaden 2008, ISBN 978-3-531-16213-3.
- Neunkirchen. Eine Stadt zwischen Moderne und Postmoderne. Institut für Landeskunde im Saarland, Saarbrücken 2008, ISBN 978-3-923877-46-1.
- Das Ende der europäischen Stadt? Von der Suburbanisierung zur Stadtlandschaft. 2. Auflage. FernUniversität Hagen, Hagen 2007, DNB 986526452 (Dissertation).
- Landschaft in der Postmoderne. Das Beispiel des Saarlandes. Deutscher Universitätsverlag, Wiesbaden 2006, ISBN 3-8350-6034-1.
- Wetter, Witterung und Klima im Saarland. Institut für Landeskunde im Saarland, Saarbrücken 2004, ISBN 3-923877-52-8.
- Umwelt und Transformation in Polen. Eine kybernetisch-systemtheoretische Analyse. Geographisches Institut, Mainz, ISBN 3-88250-051-4 (Habilitationsschrift).
- Die Wetterlagen-, Tages- und Jahreszeitabhängigkeit der Verteilung von Lufttemperatur, spezifischer Luftfeuchte, Windfeld, Äquivalenttemperatur und anderer bioklimatisch wirksamer Größen im Lokalklima der Stadt Homburg, Saar. Universitätsverlag, Saarbrücken 1998, DNB 955792789 (Dissertation).